# Děti Duny
Děti Duny (v originále Children of Dune, 1976) je sci-fi román amerického spisovatele Franka Herberta. Jde o třetí díl série románů o pouštní planetě Arrakis, nazývané Duna, navazující na autorovy předchozí romány Duna (Dune, 1965) a Spasitel Duny (Dune Messiah, 1970). Příběh se odehrává přibližně deset let po Spasiteli Duny, kdy se mocné impérium zřízené Paulem Atreidem začíná rozkládat vnitřními rozbroji. Tomu se snaží zabránit potomci Paula Atreida, dvojčata Leto a Ghanima, obdařená mimořádnými psychickými schopnostmi.

## Příběh
Poté, co Paul Atreides odešel zemřít do pouště, vládne Impériu jeho sestra Alia jako regentka. Protože byla ještě před svým narozením vystavena přílivu zděděných vzpomínek, potýká se s duševními problémy, kdy hrozí, že ji minulé životy zcela zaplaví. Nakonec v ní získá hlavní slovo duše jejího děda, ďábelského Vladimira Harkonnena, úhlavního nepřítele Atreidů, který se rozhodne vést Alii cestou, jež by zapříčinila úplný zánik Paulova impéria.
S Aliinou proměnou, jejíž příčinu neznají, se velmi těžko vyrovnávají jak její milenec, statečný šermíř Duncan Idaho, jemuž je Alia nevěrná, tak fremenský naíb Stilgar, který chce být věrným služebníkem, ale stále častěji nesouhlasí s její politikou. Mnozí z původních fremenů už se zcela odvrací od služby Impériu a vrací se k životu v poušti. Duncan Idaho si je vědom Stilgarovy nejistoty a protože je sám zahořklý z Aliina jednání, záměrně Stilgara vyprovokuje a Stilgar jej zavraždí – čímž se proviní vůči Impériu a nezbude mu nic jiného, než se přidat k pouštním fremenům.
Do příběhu také vstupuje Paul, který se anonymně vrací z pouště a vystupuje jako slepý prorok. Jeho popularita mezi lidmi je nakonec natolik vysoká, že ho Alia nechá zavraždit svým agentem.
V druhé dějové linii sledujeme Paulovy děti Leta II. a Ghanimu, teprve desetileté, ale s úplnými vzpomínkami na životy svých předků. Ti tuší, v čem je příčina Aliina jednání a rozhodnou se zakročit. Protože potřebují, aby Leto na čas zmizel, využijí atentátu, který na ně naplánoval rod Corrino, při němž Leto finguje svou smrt a odejde do pouště. Ghanima se hlubokou autohypnózou přinutí věřit, že Leto je mrtvý a dokáže dokonce oklamat benegesseritskou Mluvčí pravdy, ženu, které je vycvičena tak, aby za všech okolností odhalila lež.
Leta v poušti zajme Gurney Halleck, který jej na příkaz Jessicy Atreidové podrobí tvrdému výcviku. Později jej Leto opustí a rozhodne se prodělat totální proměnu – nechá na svou kůži přisát písečné pstruhy (kožovité organismy, z nichž se vyvíjejí ohromní píseční červi), čímž získá naprosto mimořádné fyzické schopnosti, je nesmírně rychlý, prakticky nezranitelný a má před sebou život dlouhý tisíce let.
V této podobě se vrátí k Alii, kterou svrhne a sám usedne na imperiální trůn. Alia podlehne záchvatu zděděných vzpomínek a spáchá sebevraždu. Letova sestra Ghanima uzavře sňatek s Farad’nem Corrinem, vnukem imperátora Shaddama IV. a jejich potomci se stanou základem rozsáhlého genetického plánu, který se Leto rozhodne během své několikatisícileté vlády realizovat. Výměnou za Ghaniminu ruku získá pod svou nadvládu Farad’novy sardaukary.

## Rozpory
Fakt, že v Aliině mysli získá hlavní slovo její děd, baron Vladimir Harkonnen, je v rozporu s původní Dunou, v níž Alia nese Zděděné vzpomínky pouze v ženské linii.

## Film
Na motivy tohoto a předchozího pokračování Spasitel Duny natočil Greg Yaitanes třídílný seriál Děti Duny (Frank Herbert's Children of Dune, 2003). Natáčení probíhalo na Barrandově a objevila se v něm celá řada českých herců.

## Česká vydání
Román vyšel v češtině zatím čtyřikrát: v roce 1995 v nakladatelství Svoboda (edice Omnia), a v letech 2001, 2007, 2014 v nakladatelství Baronet.